# Беретарь, Хамид Яхьявич
Беретарь Хамид Яхьявич (9 июля 1931 — 7 февраля 1995) — народный поэт Республики Адыгея, учёный-историк, профессор, заслуженный работник культуры Российской
Федерации.

## Биография
Хамид Яхьявич родился 9 июля 1931 года в ауле Казанукай Теучежского района, Адыгея.
В 1957 году окончил факультет журналистики МГУ.
С 1958 по 1960 гг. — преподаватель Адыгейской студии в ГИТИСе (Москва).
Работал сотрудником газеты «Социалистическэ Адыгеи», «Советская Кубань», литературным консультантом Краснодарской краевой организации Союза писателей РСФСР. Кандидат исторических наук (1957).
С октября 1969 года — старший преподаватель, а затем доцент кафедры общественных наук Кубанского сельскохозяйственного института, затем АГУ.

## Творчество
Автор более 20 поэтических сборников на адыгейском и русском языках, среди них: «Рассвет» (1957), «Весенняя neсня» (1960), «Луч солнца» (1964), «Всё для тебя» (1991) и др.
Перевёл поэму Ш. Руставели «Витязь в тигровой шкуре», пьесы А. Островского и др.

## Награды
- Заслуженный работник культуры Российской Федерации (25 июня 1992) - за заслуги в области культуры и многолетнюю плодотворную работу
- Народный поэт Республики Адыгея
- Заслуженный работник культуры Республики Адыгея